# Volodímirivka (Saki)
Volodímirivka en ucraïnès: Володимирівка, en rus: Владимировка Vladímirovka, és un poble de la República Autònoma de Crimea a Ucraïna, que el 2014 tenia 1.261 habitants. Pertany al districte rural de Saki.